# La història interminable (pel·lícula)
La història interminable (títol original en alemany, Die unendliche Geschichte; coneguda també pel seu títol en anglès, The NeverEnding Story) és una pel·lícula alemanya de 1984 dirigida i coescrita per Wolfgang Petersen (en el seu primer film en anglés), i basada en la novel·la La història interminable de Michael Ende. El film va estar produït Bernd Eichinger i Dieter Giessler, i va ser protagonitzat per Noah Hathaway, Barret Oliver, Tami Stronach, Patricia Hayes, Sydney Bromley, Gerald McRaney, Moses Gunn, i Alan Oppenheimer com les veus de Falkor i Gmork (entre d'altres personatges). La pel·lícula segueix un xic que es troba amb un llibre màgic que parla d'un jove guerrer que té l'encàrrec d'aturar el No-res, una força fosca, que pensa engolir el món místic de Fantasia. S'ha doblat al valencià per a À Punt.
En el moment de l'estrena, era la pel·lícula més cara produïda fora dels Estats Units i de la Unió Soviètica.
El tema principal va ser interpretat per Limahl.

## Argument
Bastian Baltazar Bux (Barret Oliver) és un nen de 10 anys que és víctima d'assetjament escolar ja que sofreix freqüentment els abusos dels seus companys de classe. Un dia, fugint d'ells, s'amaga en una botiga de llibres. L'amo de la tenda, el Sr. Koreander (Thomas Hill), li adverteix del perill d'un llibre anomenat La història interminable, no obstant això, Bastian no pot resistir-se a la temptació, i aprofita una distracció del Sr. Koreander per agafar-lo, deixant-li una nota amb la promesa de retornar-lo després.
Aconsegueix entrar en el vell àtic de la seva escola, i impacientment comença a llegir. El llibre parla del jove Atreyu (Noah Hathaway), l'escollit per salvar a tot el regne de Fantasia d'una força destructiva anomenada «el no-res» que lentament va consumint-ho tot. Bastian nota que no pot deixar de llegir la història i se submergeix per complet al món d'Atreyu, amb éssers fantàstics com nans, caragols de curses i dracs de la fortuna. Quan tot sembla perdut per Fantasia i Atreyu equivocat creu que fracassa en la seva missió de destruir «el no-res», Bastian s'adona que el noi salvador de l'aventura en el qual va posar totes les seves esperances no és Atreyu el guerrer, sinó ell mateix.
Per salvar a l'Emperadriu Infantil (Tami Stronach), i amb això a Fantasia, finalment fa allò que li demanen els mateixos personatges de la història: cridar el tan demandat nou nom per a l'Emperadriu. Amb això, Bastian es troba cara a cara amb la princesa. Ella porta a les seves mans una llavor que conté tot el que queda de Fantasia i li demana a Bastian que es col·loqui davant d'ella amb la llavor a la mà i demani un desig per a un nou món. Bastian fa el que li demana la princesa i Fantasia floreix de nou.